# Tony Awards 1967
Die Verleihung der 21. Tony Awards 1967 (21st Annual Tony Awards) fand am 26. März 1967 im Shubert Theatre in New York City statt. Moderatoren der Veranstaltung waren Mary Martin und Robert Preston. Ausgezeichnet wurden Theaterstücke und Musicals der Saison 1966/67, die am Broadway ihre Erstaufführung hatten. Die Preisverleihung wurde von der American Broadcasting Company erstmals landesweit im Fernsehen übertragen und die Verleihung der Preise erfolgte erstmals vom American Theatre Wing gemeinsam mit der Broadway League (früher The League of American Theatres and Producers).

## Hintergrund
Die Antoinette Perry Awards for Excellence in Theatre, oder besser bekannt als Tony Awards, werden seit 1947 jährlich in zahlreichen Kategorien für herausragende Leistungen bei Broadway-Produktionen und -Aufführungen der letzten Theatersaison vergeben. Zusätzlich werden verschiedene Sonderpreise, z. B. der Regional Theatre Tony Award, verliehen. Benannt ist die Auszeichnung nach Antoinette Perry. Sie war 1940 Mitbegründerin des wiederbelebten und überarbeiteten American Theatre Wing (ATW). Die Preise wurden nach ihrem Tod im Jahr 1946 vom ATW zu ihrem Gedenken gestiftet und werden bei einer jährlichen Zeremonie in New York City überreicht.

## Gewinner und Nominierte

### Theaterstücke
| Kategorie                            | Preisträger   | Theaterstück                                                  | Nominierungen |
| Bestes Theaterstück                  | Harold Pinter | The Homecoming                                                | - A Delicate Balance – Edward Albee - Black Comedy – Peter Shaffer - The Killing of Sister George – Frank Marcus |
| Bester Hauptdarsteller Theaterstück  | Paul Rogers   | The Homecoming als Max                                        | - Hume Cronyn in A Delicate Balance als Tobias - Donald Madden in Black Comedy als Harold Gorringe - Donald Moffat in Right You Are (If You Think You Are) als Laudisi - Donald Moffat in The Wild Duck als Hjalmar Ekdal |
| Beste Hauptdarstellerin Theaterstück | Beryl Reid    | The Killing of Sister George als Sister George/June Buckridge | - Eileen Atkins in The Killing of Sister George als Childie/Alice McNaught - Vivien Merchant in The Homecoming als Ruth - Rosemary Murphy in A Delicate Balance als Claire                                                |
| Bester Nebendarsteller Theaterstück  | Ian Holm      | The Homecoming als Lenny                                      | - Clayton Corzatte in The School for Scandal als Charles Surface - Stephen Elliot in Marat/Sade als Mr. Coulmier - Sydney Walker in The Wild Duck als Lt. Ekdal                                                           |
| Beste Nebendarstellerin Theaterstück | Marian Seldes | A Delicate Balance als Julia                                  | - Camila Ashland in Black Comedy als Miss Furnival - Brenda Forbes in The Loves of Cass McGuire als Trilbe Costello - Maria Tucci in The Rose Tattoo als Rosa Delle Rose                                                  |
| Beste Theaterregie                   | Peter Hall    | The Homecoming                                                | - John Dexter – Black Comedy - Donald Driver – Marat/Sade - Alan Schneider – A Delicate Balance |

### Musicals
| Kategorie                       | Preisträger                                                         | Musical                               | Nominierungen |
| Bestes Musical                  | Joe Masteroff (Buch), John Kander (Musik) und Fred Ebb (Liedtexte). | Cabaret                               | - I Do! I Do! - The Apple Tree - Walking Happy |
| Bester Hauptdarsteller Musical  | Robert Preston                                                      | I Do! I Do! als Michael               | - Alan Alda in The Apple Tree als Various Characters - Jack Gilford in Cabaret als Herr Schultz - Norman Wisdom in Walking Happy als Will Mossop                                                             |
| Beste Hauptdarstellerin Musical | Barbara Harris                                                      | The Apple Tree als Various Characters | - Lotte Lenya in Cabaret als Fraulein Schneider - Mary Martin in I Do! I Do! als She (Agnes) - Louise Troy in Walking Happy als Maggie Hobson                                                                |
| Bester Nebendarsteller Musical  | Joel Grey                                                           | Cabaret als the Master of Ceremonies  | - Leon Bibb in A Hand Is on the Gate als Performer - Gordon Dilworth in Walking Happy als Tubby Wadlow - Edward Winter in Cabaret als Ernst Ludwig                                                           |
| Beste Nebendarstellerin Musical | Peg Murray                                                          | Cabaret als Fraulein Kost             | - Leland Palmer in A Joyful Noise als Miss Jimmie - Josephine Premice in A Hand Is on the Gate als Various Characters - Susan Watson in A Joyful Noise as Jenny Lee                                          |
| Beste Originalmusik             | John Kander (Musik) und Fred Ebb (Liedtexte)                        | Cabaret                               | - The Apple Tree – Jerry Bock (Musik) und Sheldon Harnick (Liedtexte) - Walking Happy – Jimmy Van Heusen (Musik) und Sammy Cahn (Liedtexte) - I Do! I Do! – Harvey Schmidt (Musik) und Tom Jones (Liedtexte) |
| Beste Musicalregie              | Harold Prince                                                       | Cabaret                               | - Gower Champion – I Do! I Do! - Mike Nichols – The Apple Tree - Jack Sydow – Annie Get Your Gun |

### Theaterstücke oder Musicals
| Kategorie           | Preisträger       | Theaterstück bzw. Musical | Nominierungen |
| Bestes Bühnenbild   | Boris Aronson     | Cabaret                   | - John Bury – The Homecoming - Oliver Smith – I Do! I Do! - Alan Tagg – Black Comedy                                      |
| Beste Choreographie | Ron Field         | Cabaret                   | - Michael Bennett – A Joyful Noise - Danny Daniels – Walking Happy und Annie Get Your Gun - Lee Theodore – The Apple Tree |
| Beste Kostüme       | Patricia Zipprodt | Cabaret                   | - Nancy Potts – The Wild Duck und The School for Scandal - Tony Walton – The Apple Tree - Freddy Wittop – I Do! I Do!     |

### Sonderpreise (ohne Wettbewerb)
1967 wurden keine Sonderpreise vergeben.

## Statistik

### Mehrfache Nominierungen
- 11 Nominierungen: Cabaret
- 7 Nominierungen: The Apple Tree und I Do! I Do!
- 6 Nominierungen: The Homecoming und Walking Happy
- 5 Nominierungen: Black Comedy und A Delicate Balance
- 3 Nominierungen: A Joyful Noise, The Killing of Sister George und The Wild Duck
- 2 Nominierungen: Annie Get Your Gun, A Hand Is on the Gate, Marat/Sade und The School for Scandal

### Mehrfache Gewinne
- 8 Gewinne: Cabaret
- 4 Gewinne: The Homecoming